# Miles Hawk
Il Miles M.2 Hawk fu un monoplano da turismo biposto che l'azienda aeronautica britannica Miles Aircraft produsse nel corso degli anni trenta.

## Storia del progetto
Dopo aver realizzato i biplani Southern Martlet e Metal Martlet, il progettista britannico Frederick George Miles decise di progettare un monoplano (sia per introdurre una novità in un mercato, quello dell'aviazione generale, quasi saturato dai biplani, sia in ragione della sua personale convinzione della validità tecnica della formula monoplana).
Con il Miles Hawk, l'intento era quello di produrre un aeroplano dai costi contenuti adatto all'impiego turistico e addestrativo.

## Tecnica
Il Miles Hawk era un monomotore monoplano ad ala bassa con due posti in tandem. Aveva struttura lignea e carrello fisso. Per facilitare il rimessaggio all'interno degli hangar le ali, a sbalzo, potevano essere piegate all'indietro.
Il prototipo era spinto da un motore a quattro cilindri in linea ADC Cirrus IIIA da 71 kW, che venne montato anche sui 47 esemplari di serie che furono costruiti con la designazione M.2. Una versione M.2A, triposto, fu dotata di un abitacolo chiuso e di un motore de Havilland Gipsy III; ne venne prodotto un solo esemplare. L'M.2B era un monoposto, sempre con abitacolo chiuso, spinto dal motore ADC Cirrus Hermes IV, e fu a sua volta costruito in un solo esemplare. L'M.2C tornava a essere un biposto con abitacoli aperti, spinto però dal de Havilland Gipsy III; un solo aereo di questa variante fu realizzato. Vennero poi costruiti sei M.2D a tre posti, con abitacoli aperti, spinti dall'ADC Cirrus IIIA.

## Versioni
- Miles M.2 Hawk

Biposto con motore Cirrus IIIA. Un prototipo e 47 esemplari di serie.
- Miles M.2A Hawk

Triposto con motore Gipsy III. Un esemplare.
- Miles M.2B Hawk

Monoposto con motore Cirrus Hermes IV. Un esemplare.
- Miles M.2C Hawk

Biposto con motore Gipsy III. Un esemplare.
- Miles M.2D Hawk

Triposto con motore Cirrus IIIA. 6 esemplari.